# نفروپاتی دیابتی
نفروپاتی دیابتی به بیماری کلیوی ثانویه به بیماری دیابت گفته می‌شود.
عوارض کلیوی از یافته‌های شایع در بیماران مبتلا به دیابت است. حدود نیمی از بیماران مبتلا به دیابت در طی عمر خود نشانه‌های آسیب کلیوی را نشان می‌دهند. درگیری کلیوی عارضه‌ای جدی بوده و می‌تواند کاهش طول و کیفیت زندگی را به دنبال داشته باشد.

## تعریف
نفروپاتی دیابتی به افزایش پیشرونده دفع پروتئین از ادرار (پروتئینوری) گفته می‌شود که در
دیابت طول کشیده دیده شده و منجر به افت کارکرد کلیه و سرانجام نارسایی کلیه می‌شود.

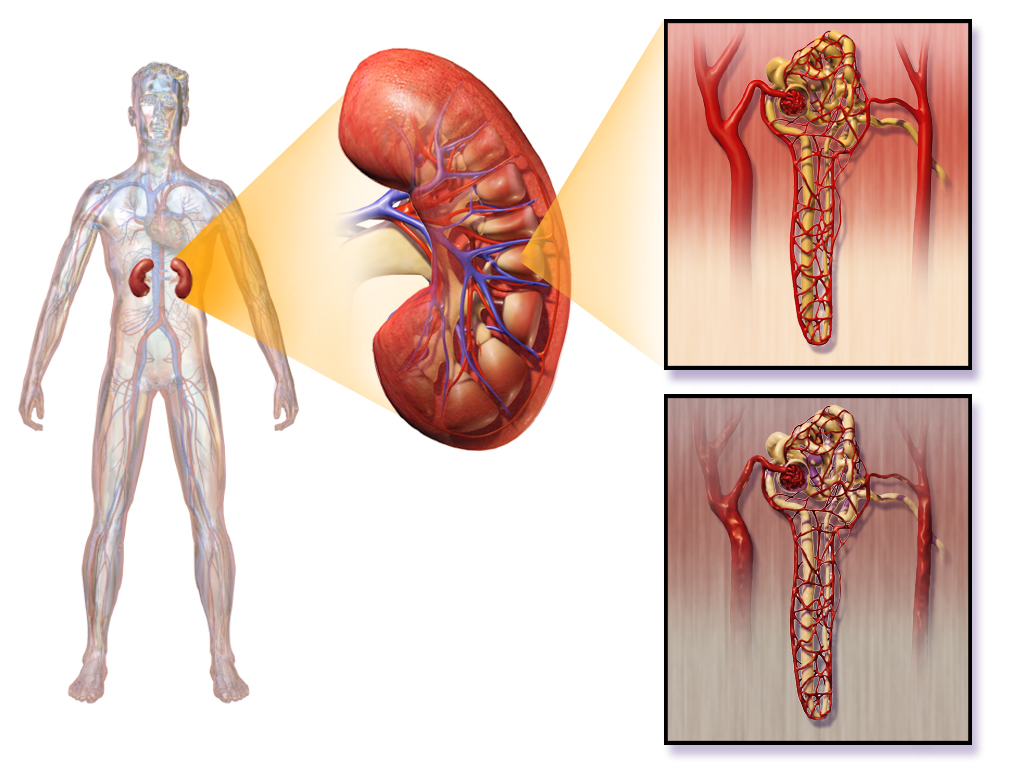
Illustration depicting diabetic nephropathy

## عوامل خطرساز
از جمله عوامل خطرساز نفروپاتی دیابتی می‌توان به موارد زیر اشاره کرد: طول مدت ابتلای فرد به دیابت، کنترل نامناسب قند خون، فشارخون بالا، جنس مذکر، چاقی و مصرف دخانیات.

## سیر نفروپاتی دیابتی
نفروپاتی دیابتی مراحل گوناگونی دارد که برای غربالگری، تشخیص و تعیین پیش آگهی بیماری به کار می‌رود. دفع آلبومین در بیماران مبتلا به دیابت در ابتدا در حد طبیعی است. در مراحل اولیه نفروپاتی دیابتی، دفع آلبومین در ادرار اندک است(میکروآلبومینوری). میزان دفع اندک اندک افزایش می‌یابد تا در طول پیشرفت نفروپاتی به دفع واضح پروتئین از ادرار می‌انجامد. عبور از هر یک از مراحل بالا نزدیک به پنج سال طول می‌کشد. به تدریج روند کاهش کارکرد کلیه سرعت می‌گیرد و نارسایی کلیه در مراحل پایانی بیماری آشکار می‌شود.
| مراحل نارسایی کلیوی مزمن | eGFR level (mL/min/1.73 m2) |
| ------------------------ | --------------------------- |
| Stage 1                  | ≥ ۹۰                        |
| Stage 2                  | ۶۰ – ۸۹                     |
| Stage 3                  | ۳۰ – ۵۹                     |
| Stage 4                  | ۱۵ – ۲۹                     |
| Stage 5                  | <۱۵                         |

## مراحل نفروپاتی دیابتی
نفروپاتی دیابتی دارای پنج مرحله است:
1. هیپرفیلتراسیون گلومرولی وبزرگ شدن کلیه‌ها (رنومگالی).
2. آسیب‌های اولیه گلومرولی (ضخیم شدن غشای پایه، افزایش ماتریکس مزانژیوم) و نیز میکروآلبومینوری به دنبال فعالیت بدنی و ورزش
3. میکروآلبومینوری معادل دفع آلبومین در ادرار به میزان میلی‌گرم در لیتر ۲۰۰–۲۰ در ۲۴ ساعت یا دفع پروتئین به میزان ۳۰۰–۳۰ در میلی‌گرم در لیتر در ۲۴ ساعت است. میکروآلبومینوری نشانه‌ای از پیشرفت بیماری است. میکروآلبومینوری ممکن است توسط فشارخون بالا، قندخون بالا، فعالیت بدنی، عفونت‌های ادراری و مصرف زیاد پروتئین شدت یابد. دفع اداری آلبومین حتی در یک فرد خاص ممکن است از روزی به روز دیگر تفاوت قابل توجهی داشته باشد.
4. ماکروآلبومینوری و کاهش GFR که در این حالت دفع آلبومین به بیشتر از ۲۰۰ میلی‌گرم در لیتر در ۲۴ ساعت یا دفع پروتئن به بیش از mg 300 در لیتر در ۲۴ ساعت می‌رسد. ماکروآلبومینوری در صورت عدم دخالت سبب کاهش GFR به میزان یک میلی لیتر در دقیقه در ماه می‌شود.
5. نارسایی کلیه

| Stage | Designation                                       | Characteristics        | Structural Changes                                                                    | Glomerular Filtration Rate mL/min 1.73 m2 | Blood Pressure mm Hg |
| ----- | ------------------------------------------------- | ---------------------- | ------------------------------------------------------------------------------------- | ----------------------------------------- | -------------------- |
| I     | Hyperfunction                                     | Hyperfiltration        | Glomerular hypertrophy                                                                | >150                                      | Normal               |
| II    | Normoalbuminuria                                  | Normal albumin loss    | Basement membrane thickening                                                          | 150                                       | Normal               |
| III   | Incipient diabetic nephropathy (microalbuminuria) | Increased albumin loss | Albumin loss correlates with structural damage and hypertrophy of remaining glomeruli | 125                                       | Increased            |
| IV    | Overt diabetic nephropathy                        | Clinical proteinuria   | Advanced structural damage                                                            | <100                                      | Hypertension         |
| V     | Uremia                                            | Kidney failure         | Glomerular closure                                                                    | 0-10                                      | High                 |

## پیشگیری
در مراحل ابتدایی درگیری کلیوی در بیماران مبتلا به دیابت و هنگامی که دفع پروتئین هنوز اندک است ، کنترل دقیق قند خون وکنترل فشارخون می‌تواند از پیشرفت بیماری بکاهد و حتی موجب بازگشت آن شود.
در مراحل پیشرفته تر که دفع پروتئین بیشتر شده است عموماً کنترل دقیق قند خون، محدودیت مصرف پروتئین و همچنین کنترل فشارخون در کند شدن روند بیماری مؤثر است اما روند بیماری را متوقف نخواهد ساخت.

## نشانه‌ها
- خیز
- افزایش وزن غیرارادی
- کاهش وزن غیرارادی
- بی اشتهایی
- تهوع
- استفراغ
  - خستگی و ضعف
- خارش بدن
- پرنوشی
- پرادراری
- بالا رفتن فشارخون
- تشنگی بیش ازحد
- سکسکه مکرر